# رچیتسا (کلادووو)
رچیتسا (به صربی: Rečica) یک منطقهٔ مسکونی در صربستان است که در کلادووا واقع شده‌است. رچیتسا ۴۵ نفر جمعیت دارد.